# Cleistocactus tupizensis
Cleistocactus tupizensis  es una especie de plantas en la familia Cactaceae. Actualmente se considera sinónimo de Oreocereus celsianus.

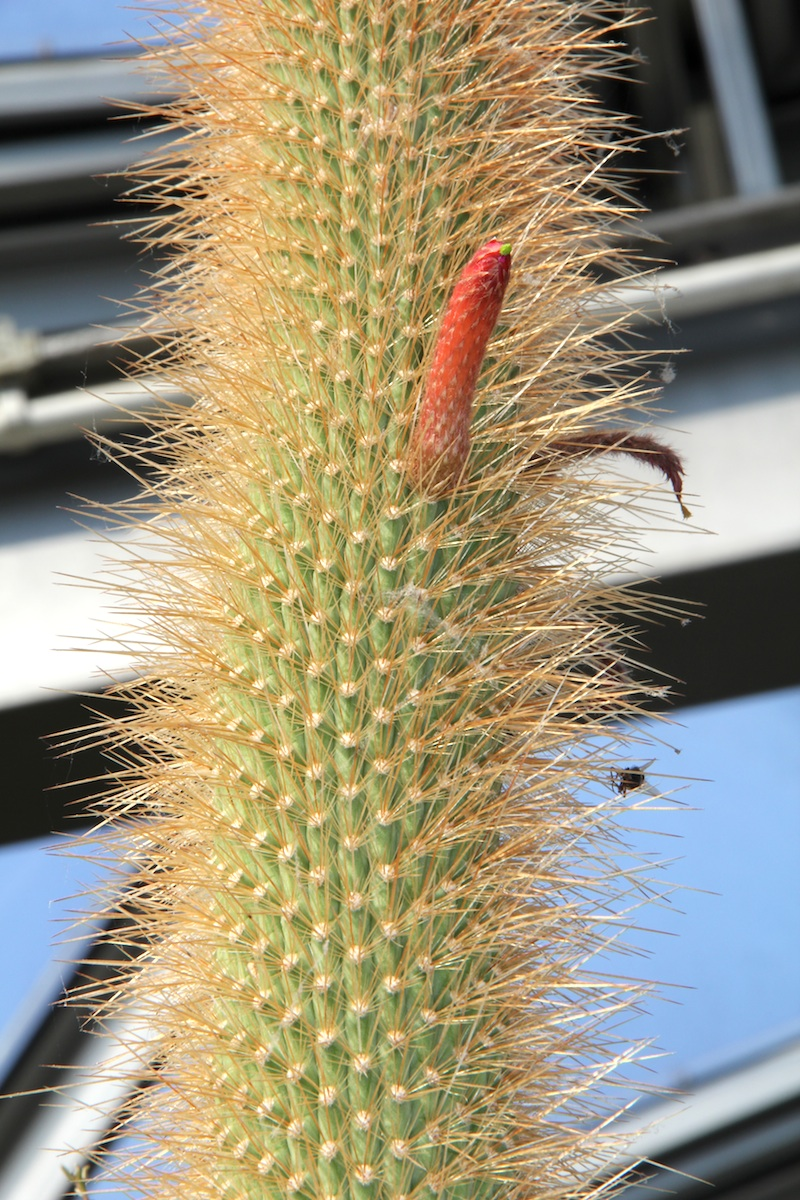
Vista de la planta

## Descripción
Cleistocactus tupizensis crece con la base de arbusto ramificado con tallos verticales y alcanza un tamaño de hasta 1,5 metros de altura y 6 cm de diámetro. Tiene entre 14 y 24 costillas y grandes areolas con dos  blanquecinas espinas centrales de 4,5 cm de largo. Las 15-20 espinas radiales son desiguales de color vítreo blanco y frágiles.
Las flores, ligeramente curvadas, son de color vino tinto para blanquecinas y tienen su boca un poco torcida. Miden hasta 8 centímetros.

## Distribución y hábitat
Es endémica de  Potosí en Bolivia en alturas de 2400m a 3600 m s. n. m. Es una especie rara en la vida silvestre.

## Taxonomía
Cleistocactus tupizensis fue descrita por (Vaupel) Backeb. y publicado en Kakteen-freund 3: 123. 1934.
Etimología
Ver: Cleistocactus
tupizensis: epíteto geográfico que alude a su localización en Tupiza en Bolivia.
Sinonimia
- Cereus tupizensis[3]